# Nesoluma
Nesoluma es un género con tres especies de plantas de la familia de las sapotáceas. 

## Especies
- Nesoluma nadeaudi
- Nesoluma polynesiacum
- Nesoluma st.-johnianum